# Struwela noodti
Struwela noodti är en ringmaskart som beskrevs av Hartmann-Schröder 1959. Struwela noodti ingår i släktet Struwela och familjen Hesionidae. Inga underarter finns listade i Catalogue of Life.